# Otra
De Otra is  de langste rivier in Zuid-Noorwegen, stromend van noord naar zuid. De rivier ontspringt in de heuvels in het Setesdal in de gemeente Bykle en mondt bij Kristiansand uit in het Skagerrak. 
De Otra loopt door twee grotere meren, Byglandsfjord en Åraksfjord, en meerdere kleinere meren. De rivier is populair bij sportvissers, zalm komt voor tot bij Vigeland in de gemeente Vennesla. 
De rivier is niet van belang voor de scheepvaart, maar wel voor de stroomvoorziening. Onderweg passeert de Otra 11 waterkrachtcentrales.